# Rhynchospora latifolia
Rhynchospora latifolia là loài thực vật có hoa trong họ Cói. Loài này được (Baldwin ex Elliott) W.W.Thomas miêu tả khoa học đầu tiên năm 1984.